# Nick Park
Nicholas Wulstan "Nick" Park, född 6 december 1958 i Preston, Lancashire, är en brittisk animatör och filmproducent.

## Biografi
Nick Park, som tidigt började intressera sig för animation, är mannen bakom de animerade filmerna om Wallace och Gromit. Han gjorde sina första filmer i föräldrarnas vindsrum. En av de första filmerna, Archie's Concrete Nightmare, visades av BBC Television 1975.
Park studerade vid Sheffield Hallam University och på National Film and Television School. Redan under skoltiden började han med den första filmen med Wallace och Gromit, Wallace & Gromit: Osten är slut (A Grand Day Out). Efter skolan började han på Aardman Animations och här gjorde han klart filmen, som bland annat vann BAFTA-pris för bästa kortfilm 1990. Filmen var detta år även nominerad för en Oscar för bästa animerade kortfilm. Under tiden på Aardman Animations gjorde han filmen Livets nödtorft (Creature Comforts) som fick en Oscar för bästa animerade kortfilm 1990.
Parks andra film med Wallace och Gromit heter Wallace & Gromit: Fel brallor (The Wrong Trousers). Filmen sändes på BBC2 den 26 december 1993 och blev det populäraste programmet under hela julhelgen. Fel brallor vann i mars 1994 en Oscar för bästa animerade kortfilm.
Han tog hem sin tredje Oscar 1996 med den animerade kortfilmen Wallace & Gromit: Nära ögat (A Close Shave), som är det tredje äventyret med Wallace och Gromit.
En fjärde Oscar (för bästa animerade långfilm) kom 2006 med filmen Wallace & Gromit: Varulvskaninens förbannelse.

## Filmografi i urval
- 1989 - Wallace & Gromit: Osten är slut
- 1989 - Livets nödtorft (originaltitel: Creature Comforts)
- 1993 - Wallace & Gromit: Fel brallor
- 1995 - Wallace & Gromit: Nära ögat
- 2000 - Flykten från hönsgården
- 2002 - Magnifika mackapärer
- 2005 - Wallace & Gromit: Varulvskaninens förbannelse
- 2008 - Wallace & Gromit: En strid på liv och bröd
- 2007-2010 - Fåret Shaun